# Самбуко
Самбуко (итал. Sambuco) је насеље у Италији у округу Кунео, региону Пијемонт.
Према процени из 2011. у насељу је живело 89 становника. Насеље се налази на надморској висини од 1131 м.

## Становништво
Према резултатима пописа становништва 2011. у општини је живело 100 становника.
| 1931. | 1936. | 1951. | 1961. | 1971. | 1981. | 1991. | 2001. | 2011. |
| ----- | ----- | ----- | ----- | ----- | ----- | ----- | ----- | ----- |
| 312   | 308   | 264   | 222   | 176   | 150   | 110   | 89    | 100   |